# Vasilij Pavlovič Aksënov
Vasilij Pavlovič Aksënov (in russo Василий Павлович Аксёнов?; Kazan', 30 novembre 1932 – Mosca, 6 luglio 2009) è stato uno scrittore russo e figlio della scrittrice Evgenija Ginzburg.

## Biografia

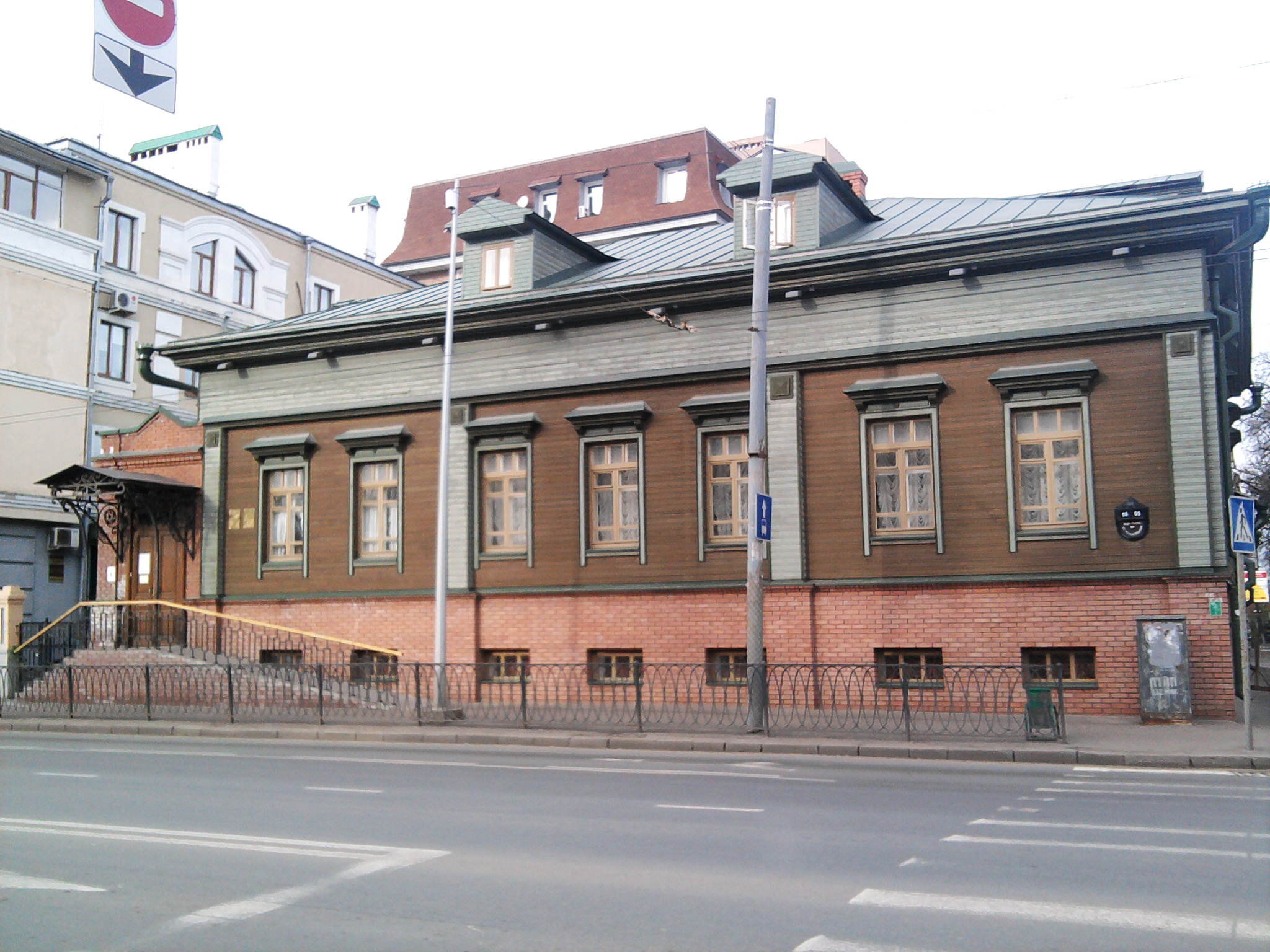
Casa di Aksyonov, oggi museo.

Quando Aksyoniv aveva solo cinque anni, durante le Purghe staliniane , i genitori furono arrestati ed inviati in un gulag per anni. Dopo gli studi di medicina a Leningrado, si dedicò alla scrittura di romanzi, nei quali dipinge il malessere giovanile russo che ricerca la libertà del corpo e dello spirito, fuori dagli stereotipi fissi e conservatori tipici della società sovietica.
Il biglietto stellato, pubblicato dal 1962 a puntate sulla rivista Junost', lo rese tanto famoso da generare un vero e proprio successo di scandalo a causa dell'uso di forme gergali e di dialoghi autentici, verosimili, in forte contrasto con l'estetica del regime. Dopo la censura del romanzo del 1965 L'uccello d'acciaio, poi pubblicato nel 1977 negli Stati Uniti, nel 1980 fu espulso dalla Russia e perse la nazionalità sovietica. Visse tra Biarritz, in Francia, e Mosca, dove continuò a scrivere e pubblicare. Nel 2004 ha pubblicato Voltairian Men and Women, vincitore del Russkij Booker.

### Opere
- 1961 – Colleghi (коллеги)
- 1961 – Il biglietto stellato (Звёздный билет)
- 1965 - La vittoria (Победа)
- 1965 - L'uccello d'acciaio (Стальная птица)
- 1965 - Il selvatico (Дикой)
- 1966 – A metà strada dalla luna (На полпути к Луне)
- 1968 – Zatovarennaja bočkotara  (Затоваренная бочкотара)
- 1974 – L'uccello (Любовь к электричестве)
- 1978 – Il rottame d'oro (В поисках жанра)
- 1980 – L'ustione (Ожог)
- 1981 - L'isola di Crimea (Остров Крым)
- 1983 - Paesaggio di cartaceo (Бумажный пейзаж)
- 1994 - Generazione d'inverno (Зимы генерация)
- 2004 - Voltairian Men and Women
- 2006 - I piani alti di Mosca